# Oestergaard (Verlegerfamilie)
Oestergaard war eine Verlegerfamilie in Berlin.

## Geschichte
1902 gründete Peter Jessen Oestergaard die Peter J. Oestergaard G.m.b.H. in Berlin-Schöneberg. In den folgenden Jahren wurde er Miteigentümer von drei weiteren Verlagen. 
Sein Bruder Paul Oestergaard war 1909 kurzzeitig am neuen Columbus-Verlag beteiligt und führte dann einen eigenen Verlag.
In den 1920er und 1930er Jahren waren Familienmitglieder Hauptanteilseigner der Verlage Peter J. Oestergaard (Belletristik, Sachbücher) und Columbus Paul Oestergaard (Landkarten, Erdgloben). Letzterer besteht bis in die Gegenwart.

## Verlage
Peter J. Oestergaard G.m.b.H
1902 gegründet durch Peter Jessen Oestergaard, 1906 Mitteilhaber der Verlagsbuchhändler Kurt Levy. Programm Zeitschriften (Wissen, Welt und Wissen, Berliner Leben), Unterhaltungsliteratur und Nachdrucke von älteren belletristischen Werken, Sachbücher, sowie Karten und Globen (im Kartographischen Institut des Peter J. Oestergaard Verlages). Bestand bis 1944
Neuer Allgemeiner Verlag
Gegründet um 1904/05 durch Peter J. Oestergaard, Miteigentümer  Kurt Levi. Ähnliches Programm mit Belletristik, Sachliteratur, Karten und Globen (Kartographisches Institut des Neuen allgemeinen Verlages). Die Werke wurden meist ohne Jahresangabe herausgegeben. Bestand bis etwa 1923.
Zeit im Bild
1906 Miteigentümer Peter J. Oestergaard, neben dem bisherigen Eigentümer Alexis Schleimer, außerdem Kurt Levi.
Herausgabe der populären Illustrierten Die Zeit im Bild. Dauer der Beteiligung unbekannt. 
Columbus-Verlag
1909 gegründet von Peter J. Oestergaard und Paul Oestergaard. 1910 alleinige Geschäftsführer Peter J. Oestergaard und Kurt Levi. Programm anfangs einige Unterhaltungsliteratur. Seit etwa 1922 Karten und Globen. Bezeichnung Columbus-Verlag Paul Oestergaard (seit etwa 1930).
Paul Oestergaard
Um 1911 gegründet durch Paul Oestergaard. Programm vor allem Belletristik. Bestand bis mindestens 1914.
Drei-Kegel-Verlag
Gegründet um 1927. Ähnliches Programm wie Peter J. Oestergaard Verlag und Columbus-Verlag, zum Teil sogar Duplikate (Karin Michaëlis, Harfe des Eros; Erdglobus). Bestand bis etwa 1943.